# Gradiva (romanzo)
Gradiva è una novella di Wilhelm Jensen del 1903, definita dall'autore stesso "fantasia pompeiana". Il titolo originale è Gradiva. Ein pompejanisches Phantasiestück.

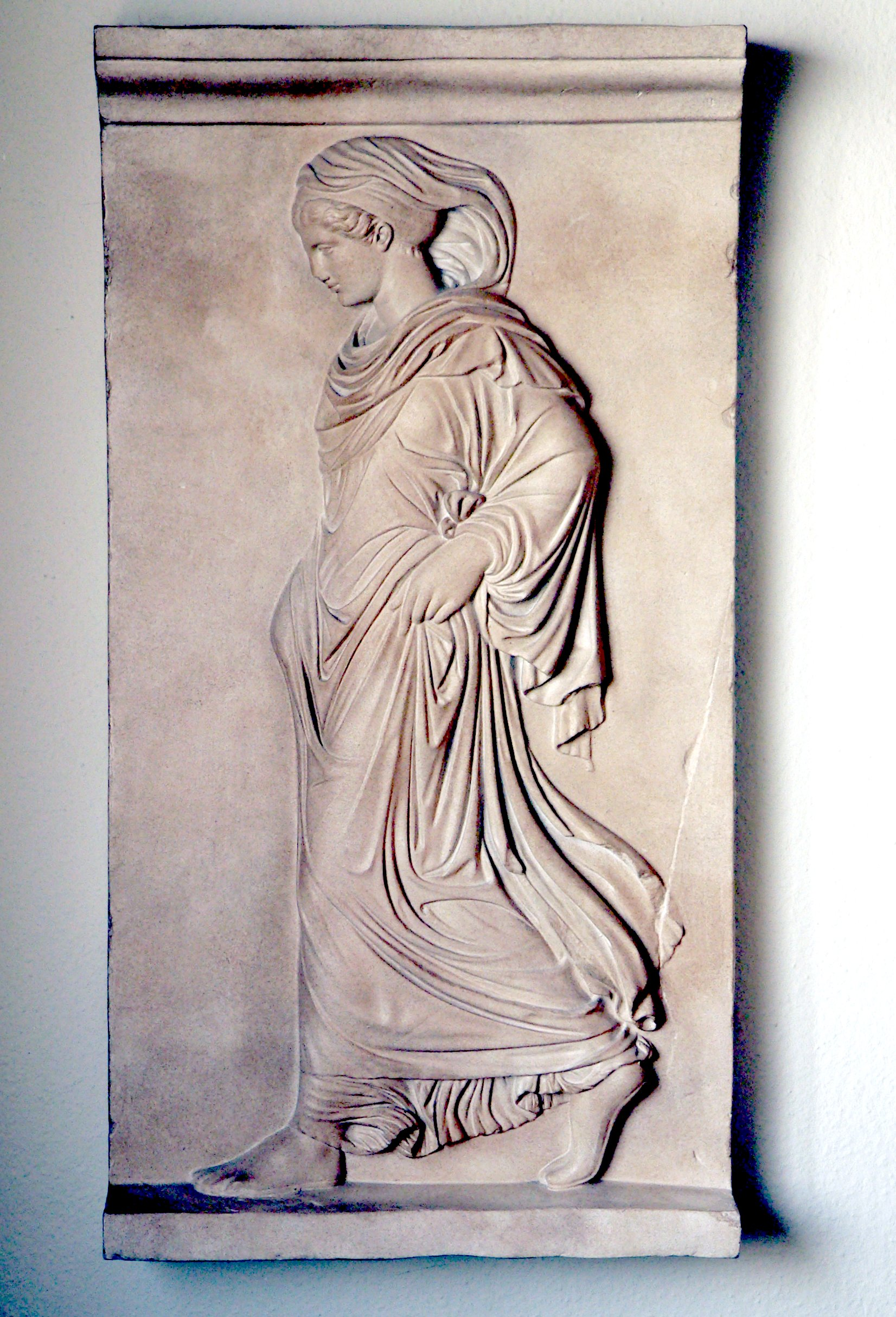
La Gradiva, l'avanzante. Bassorilievo custodito al Museo Chiaramonti (Musei Vaticani)

## Trama
Un giovane archeologo, Norbert Hanold, ha scoperto a Roma in una collezione di antichità un bassorilievo che lo ha straordinariamente colpito. Ne ottiene così un calco e lo appende nel suo studio. L'immagine del bassorilievo raffigura una ragazza dell'antichità colta nell'atto di camminare. Norbert è colpito soprattutto dal modo di camminare della ragazza, in quanto ha il piede destro posto quasi in posizione verticale. L'archeologo vede qualcosa di particolare nel bassorilievo, come se fosse reale, e gli attribuisce un nome: Gradiva, "colei che risplende nel camminare". Fantastica che provenga da Pompei e che sia vissuta nel periodo precedente all'eruzione del Vesuvio.

## Interpretazione

### Freud
Nel 1906, Freud legge il racconto di W. Jensen e acquista, in occasione di una visita al Musei Vaticani, una riproduzione del bassorilievo, che appende nel suo ufficio.. La sua analisi della novella, che pubblica col titolo Der Wahn und die Träume in Jensens Gradiva (Delirio e sogni nella «Gradiva» di W. Jensen), inaugura la serie dei commenti su quest'opera. Per la prima volta Freud affronta il problema di un'interpretazione psicoanalitica di un prodotto letterario. I sogni artificiali trovati per caso in Gradiva per Freud sono costruiti perfettamente tanto da poter essere interpretati come se non fossero stati inventati ma effettivamente sognati. Interpellato, l'autore del romanzo conferma a Freud di non conoscere la sua teoria dei sogni per cui tale concordanza tra creazione e ricerca psicoanalitica diventa per lo stesso Freud una dimostrazione a favore dell'esattezza della sua analisi dei sogni. 

### Surrealismo
Salvador Dalí utilizzò l'immagine di Gradiva nell'opera del 1931 Gradiva trouve les ruines de Antropomorphos.
Ill pittore André Masson le ha dedicato un quadro, Gradiva, 1939, Collection Parti, Parigi.
Il surrealista André Breton chiamò Gradiva la Galleria d'Arte Surrealista da lui aperta a Parigi nel 1937.
Il regista Marco Bellocchio, nel suo film L'ora di religione, 2007, mostra il protagonista, l'artista Ernesto Picciafuoco, che in una elaborazione digitale al computer anima il bassorilievo della Gradiva che al suo passaggio provoca il crollo del monumento al Milite Ignoto in Piazza Venezia a Roma, e al suo posto fa nascere alberi e vegetazione.

### Barthes
Roland Barthes ha consacrato a Gradiva un capitolo dei Frammenti di un discorso amoroso (1977).

### Leiris
Nel 1986, Michel Leiris e Jean Jamin fondarono una rivista d'antropologia con il nome Gradhiva (l'aggiunta di un «h» è una modifica voluta); dal 2005 la rivista è pubblicata dal Musée du quai Branly, a Parigi.

### Albertazzi
Nel 1970 Giorgio Albertazzi, attore indagatore delle commistioni tra teatro e psicanalisi, girò quasi interamente tra le rovine dell'antica Pompei la pellicola Gradiva, avvalendosi della consulenza di Cesare Musatti e della sceneggiatura di Giuseppe Berto e Ghigo de Chiara.

### Crepax
Nel 1988 l'autore di fumetti Guido Crepax ha realizzato un adattamento dell'opera.

### Robbe-Grillet
Alain Robbe-Grillet ha reso omaggio a Gradiva realizzando un adattamento cinematografico molto libero con Arielle Dombasle con il titolo C'est Gradiva qui vous appelle, uscito nel 2007.